# Basse danse

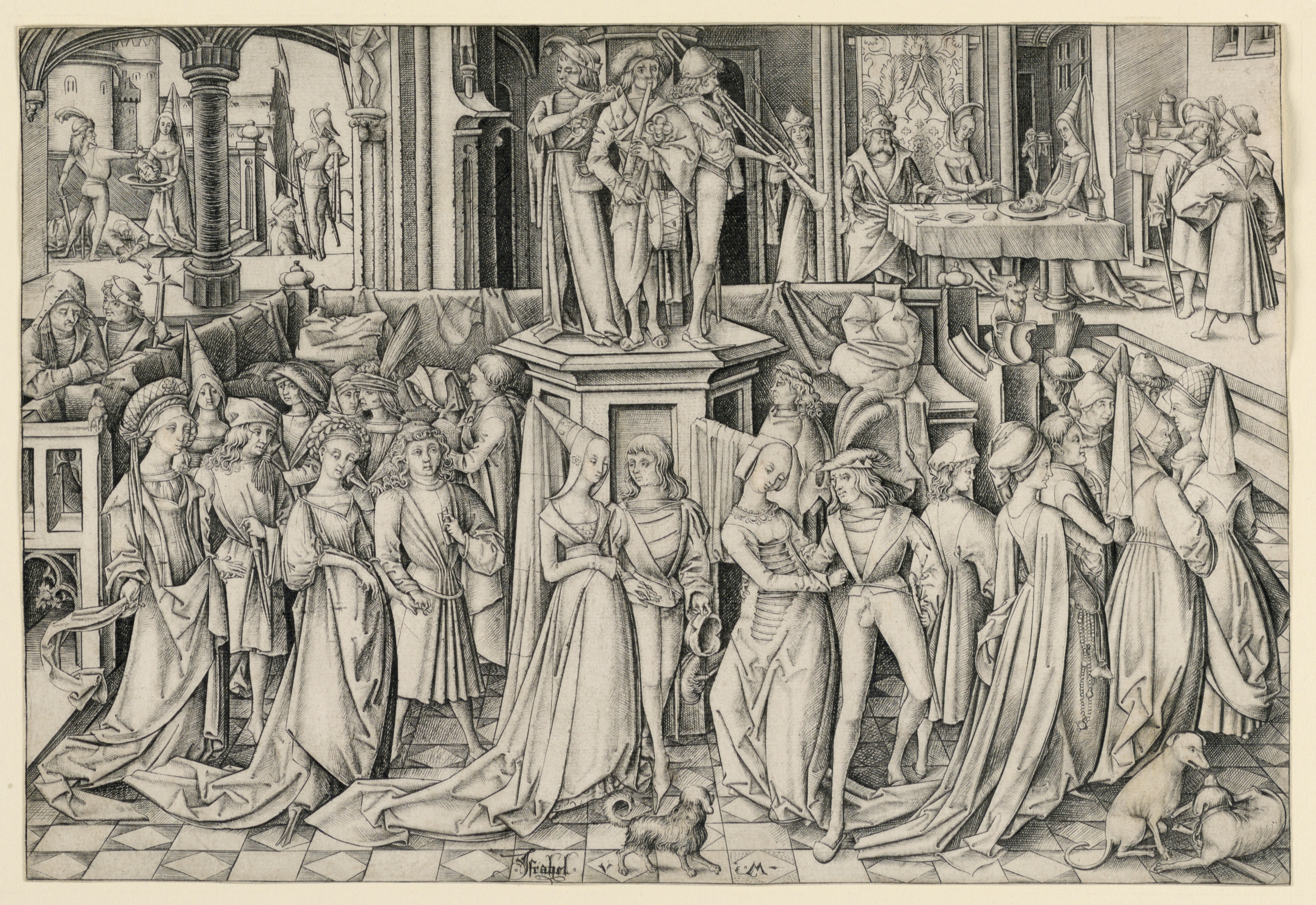
Basse danse (1490)

Basse danse var en långsam, lugn dans på 1400- och 1500-talet, i likhet med pavanen och till skillnad från de mera oroliga, hoppande danserna som gaillarden.
Då det var sed att dansa en gravitetisk dans i tvådelad takt, följd av en livligare i tredelad takt, var basse dansemelodierna ofta anordnade så att de kunde spelas på båda sättet, så bland annat samlingarna av basse danses från det Attaignantska tryckeriet (tryckta 1529 och 1530).